# Sabina Lindgren
Sabina Miriam Sumeye Lindgren, född 30 december 1976, är en svensk skådespelare.
Lindgren är mest känd för sin att ha spelat Sofie Johansson i TV-serien Skilda världar (1996–1998). Hon hade också en mindre roll i komedifilmen Naken (2000).

## Filmografi
- 1996–1998 – Skilda världar (TV-serie)
- 2000 – Naken